# 吉舎町
吉舎町（きさちょう）は、かつて広島県の中東部に存在した町。
2004年4月1日に三次市と甲奴郡甲奴町、双三郡の全6町村（吉舎・三良坂・三和各町および君田・作木・布野各村）が新設合併して改めて三次市が設置されたことに伴い廃止した。

## 地名の由来
后妃の私有部民、「私部」（きさいちべ）に由来し、さらには承久の乱で隠岐へ配流途中の後鳥羽上皇が「吉（よ）き舎（やど）りかな」と言われたことがあげられている（後鳥羽伝説）。 
「御叡慮（えいりょ）に相叶（かない）候や、吉（よ）き舎（やど）りと宣言在（あ）らせられ侯。それより吉舎村と追々村名唱替（となえかえ）侯由」（吉舎村国郡志） 
「私市」（きさいち）の略ということもできる。

## 沿革
- 1889年4月1日 - 市町村制施行。吉舎町域では、三谿郡吉舎村（吉舎村・敷地村・矢井村・矢野地村・三玉村・安田村・海田原村が合併）と八幡村（丸田村・檜山村・吉舎川之内村・辻村・雲通村・清網村が合併）、甲奴郡上川村が成立した。
- 1898年10月1日 - 三谿・三次両郡が統合して双三郡が成立したことに伴い、吉舎・八幡両村は双三郡の村となる。
- 1920年10月1日 - 吉舎村が町制施行して吉舎町（初代）になる。
- 1953年2月11日 - 吉舎町（初代）と八幡村が新設合併して吉舎町（2代）が成立する。
- 1955年3月31日 - 甲奴郡上川村の一部（知和地区の全域と太郎丸・安田両地区の各一部）を編入する。

※甲奴郡上川村の残部は甲奴郡甲奴町に編入。
- 1955年11月3日 - 知和地区の一部を三良坂町に割譲する。
- 1957年1月10日 - 世羅郡世羅町徳市の一部を編入する。
- 1961年4月1日 - 甲奴郡甲奴町宇賀の一部を編入する。
- 2004年4月1日 - 三次市と甲奴郡甲奴町、双三郡の全町村の新設合併による新・三次市成立に伴い、廃止する。

## 歴代町長
- 吉川亮五 - 初代町長
- 元廣和亨 - 2004年まで

## 地理

### 河川
- 馬洗川 - 江の川支流。

### 山
- 水呑山（標高557.2m）
- 撫臼山（標高522.8m）
- 富士山（とみしやま、標高471.4m）

## 名所・旧跡
- 吉舎いこいの森キャンプ場
- ロードサイドミュージアムXa104（きさいちまるよん）
- 美術館あーとあい・きさ
- とみしの里
- 南天山城跡

## 大字（2004年3月31日当時のデータ）
- 雲通（うずい）
- 海田原（かいだはら）
- 上安田（かみやすだ）
- 吉舎（きさ）
- 吉舎川之内（きさかわのうち）
- 清綱（きよつな）
- 敷地（しきじ）
- 知和（ちわ）
- 辻（つじ）
- 徳市（とくいち）
- 檜（ひのき）
- 丸田（まるだ）
- 三玉（みたま）
- 矢井（やい）
- 安田（やすだ）
- 矢野地（やのち）

## 交通（2004年3月31日当時のデータ）

### 鉄道
- JR福塩線
  - 備後安田駅 - 吉舎駅

### 道路
国道
- 国道184号

主要地方道
- 広島県道27号吉舎油木線
- 広島県道28号吉舎豊栄線
- 広島県道56号府中世羅三和線
- 広島県道78号三良坂総領線

一般県道
- 広島県道223号吉舎停車場線
- 広島県道425号梶田三良坂線
- 広島県道426号太郎丸吉舎線

## 教育（2004年3月31日当時のデータ）
小学校
- 吉舎町立吉舎小学校
- 吉舎町立安田小学校
- 吉舎町立八幡小学校
- 吉舎町立八幡小学校徳市分校

中学校
- 吉舎町立吉舎中学校

高等学校
- 広島県立日彰館高等学校

## 吉舎町出身の有名人
- 奥田元宋 - 日本画家。
- 奥田 小由女